# Rosignol
Rosignol är en ort i regionen Mahaica-Berbice i nordöstra Guyana. Orten hade 6 575 invånare vid folkräkningen 2012. Den ligger vid floden Berbice, cirka 15 kilometer sydost om Fort Wellington. På andra sidan floden ligger staden New Amsterdam.